# Экономическое неравенство
| ≤ 30 30-34.9 35-39.9 40-44.9 | 45-49.9 50-54.9 55-59.9 60-64.9 Нет данных |

Индекс Джини по распределению национального дохода стран мира в 2018 году, согласно данным Всемирного банка.

Экономи́ческое нера́венство — это различие по показателям экономического благосостояния между отдельными лицами в группе, между группами населения или между странами. Проблема экономического неравенства имеет отношение к понятиям справедливости, равенства результатов и равенства возможностей.

## Показатели экономического неравенства[1]
- Дифференциация доходов населения или неравенство доходов
- Неравенство имущества или разрыв богатства
- Неравенство потребления

## Методы оценки
- Коэффициент Джини
- Децильный коэффициент — соотношение между доходами/имуществом 10 % самых богатых и 10 % самых бедных.
- Доля заданной части самых бедных/богатых слоев населения в общих доходах/имуществе.
- Среднее логарифмическое отклонение (MLD)

## История взглядов и изучения экономического неравенства
Неравномерное распределение доходов и имущества не рассматривалось чем-то неправильным долгое время. Одним из первых, кто размышлял над вопросом неравенства доходов, был гуманист XV века Маттео Пальмиери. В диалоге «О гражданской жизни» он указывает, что у богатых больше денег, поскольку они более талантливы и трудолюбивы. Идея, что талант и трудолюбие вознаграждаются деньгами, является популярным заблуждением, несмотря на множество опровергающих примеров.
Первым, кто разработал экономическую теорию, ставящую под сомнение справедливость распределения доходов, является Карл Маркс. Анализируя формирование и движение капитала, Карл Маркс сформулировал идею эксплуатации наемных работников. Одним из результатов его работы стало математическая формула, оценивающая степень эксплуатации, как отношение размера прибавочной стоимости к стоимости рабочей силы. Другими словами, отношение времени, в течение которого рабочий создаёт стоимость для других, ко времени работы для себя (создания эквивалента своей зарплаты).
Карл Маркс считал, что процесс нарастания экономической дифференциации в капиталистическом мире происходит непрерывно — богатые всё больше богатеют, а бедные всё больше беднеют, средний класс исчезает. Как отмечает экономист Тома Пикетти:

…Маркс исходил из рикардовой модели цены на капитал и принципа редкости и развивал анализ динамики капитализма, считая, что в мире доминирует не земельный, а промышленный капитал (машины, оборудование и т. д.), который, в теории, может накапливаться бесконечно. Главный вывод, к которому он пришел, можно обозначить как «принцип бесконечного накопления», то есть неизбежная тенденция капитала к накоплению и концентрации в бесконечном масштабе, без естественных препон — это, по мнению Маркса, приводит к апокалиптическому результату: либо мы наблюдаем тенденцию к снижению уровня доходности капитала (что уничтожает механизм накопления и может привести капиталистов к взаимной грызне), либо неограниченно возрастает доля капитала в национальном доходе (что довольно быстро приводит к тому, что трудящиеся начинают объединяться и бунтовать). В обоих случаях какое-либо социально-экономическое и политическое равновесие невозможно.

<…>

Это мрачное будущее не наступило, так же как и не осуществились предсказания Рикардо. Начиная с последней трети XIX века заработная плата наконец стала расти: покупательная способность повсеместно увеличилась, что радикально изменило ситуацию, даже несмотря на то, что неравенство сохранялось на очень высоком уровне и продолжало расти вплоть до Первой мировой войны. Затем разразилась коммунистическая революция, однако в самой отсталой стране Европы, где промышленный переворот едва начался (в России), тогда как наиболее развитые европейские страны, к счастью для их населения, пошли по иному, социал-демократическому пути. Как и предшествовавшие ему авторы, Маркс полностью пренебрег вероятностью устойчивого технического прогресса и непрерывного роста производительности труда, двух факторов, которые, как мы увидим, оказались способны уравновесить — до определённой степени — процесс накопления и растущей концентрации частного капитала.

В конце XIX века Вильфредо Парето выявил конкретную структуру распределения доходов среди итальянских домохозяйств, которой было свойственно сосредоточение 80 % доходов у 20 % семей. Он считал, что степень экономического неравенства, доля богатых людей в составе населения — вещь постоянная.
Питирим Сорокин утверждал, что степень экономического неравенства на длительных отрезках должна колебаться вокруг известной константы. Предполагая, что чрезмерное усиление степени неравенства или равенства одинаково чревато национальной катастрофой и потрясениями, Сорокин полагал, что усиление неравенства приведёт к тому, что узкую группу плутократов будет легко свергнуть или уничтожить. Действительно, некоторые олигархические режимы Южной Америки впоследствии оказывались нестабильными. По мнению Сорокина, проведённое в годы военного коммунизма по декрету 1918 года ограничение разницы в доходах соотношением 175:100 способствовало разрухе и голоду.
Когда в 1955 году Саймон Кузнец написал об изменениях неравенства в богатых странах (и пару бедных), в США и Великобритании происходило наиболее значительное снижение неравенства доходов, когда-либо зарегистрированное в истории, в сочетании с быстрым ростом. Поэтому казалась вполне разумным посмотреть на факторы, обусловливающие снижение неравенства, и Кузнец нашел их в расширении образования, в более низком межотраслевом различии по производительности труда (таким образом, рентная составляющая в зарплатах была уравнена), в более низком доходе на капитал, и в политическом давлении вокруг повышения социальных выплат. Затем он посмотрел на (или вернее представил) эволюцию неравенства в прошлом веке и подумал, что неравенство росло и достигло своего пика в богатых странах на рубеже XX века из-за передвижения рабочей силы из сельского хозяйства в промышленность. Так появилась знаменитая кривая Кузнеца (обратная U кривая).
Кривая Кузнеца была основным инструментом, используемым экономистами, занимающимися неравенством, при анализе взаимосвязи между развитием/ростом и неравенством за последние полвека. Но кривая Кузнеца постепенно попала в немилость, поскольку она прогнозировала низкий уровень неравенства в очень богатых обществах, в то время как наблюдался устойчивый рост неравенства в доходах, который начался в конце 1970-х годов практически во всех развитых странах.
В настоящее время кривую Кузнеца пытается реанимировать экономист Бранко Миланович. В своей статей он пишет:

…мы должны рассматривать текущий рост неравенства, как вторую кривую Кузнеца в наше время, вызванную, как и первая, в основном технологической революцией и передвижением рабочей силы из более однородного производства в неоднородные по квалификации услуги (и, следовательно, вызывая снижение способности работников к самоорганизации), но и (опять же, как и в случае первой кривой) глобализацией, которая привела как к знаменитому «вымыванию» среднего класса на Западе так и к давлению, снижающему высокие ставки налогов на мобильный капитал и квалифицированную рабочую силу. Элементы, перечисленные здесь, не являются новыми. Но расположение их вместе (особенно наблюдения за техническим прогрессом и глобализацией, как практически нерушимыми, даже при концептуальной разности) и рассмотрение этого как части повторяющихся волн Кузнеца является новым. Отсюда возникает очевидный вывод для будущего — эта волна роста неравенства достигнет пика, как предыдущая, и в конечном итоге пойдет вниз.

Экономист Тома Пикетти имеет другую точку зрения касательно будущих изменений в неравенстве. Он утверждает, что увеличение экономического неравенства является неизбежным явлением свободного рыночного капитализма, когда доходность капитала превышает темпы роста экономики. При условии сохранения уровня сбережений в обществе на заданному уровне, наблюдаемые в настоящее время низкие темпы роста экономики в западных странах приведут к концентрация капитала в узком кругу и формированию общества рантье.

## Справедливое и несправедливое неравенство
Различие между «обстоятельством» и «усилием», как детерминантами дохода, была выкристаллизована в работе Джона Роймера и уходит корнями к трудам Джона Ролза и Рональда Дворкина. На основе различий детерминантов дохода экономисты общее неравенство делят на составляющие: неравенство возможностей (inequality of opportunity), — определяемое как неравенство из-за внешних обстоятельств, на которые не способен повлиять индивид, таких как уровень образования родителей, раса и страна происхождения, — и остаточное неравенство (residual inequality), которое, как предполагается, возникает в силу разности усилий и удачи. Влияние внешних обстоятельств на доход, таких как дискриминация в обществе по половому и расовому признаку, рассматривается неправильным, а значит возникающее неравенство в результате этих обстоятельств является несправедливым.
Как отмечают Хуфе, Канбур и Пейчил, интуитивная сила разделения между обстоятельством и усилием в разграничении справедливого и несправедливого изменения дохода очень ясна, но это не единственное моральное ощущение, когда речь идёт о распределении доходов. Общество не может отказать нуждающемуся в помощи, если даже у нуждающегося было «хорошее начало» в жизни и он «уничтожил его» в результате собственного выбора. Хуфе, Канбур и Пейчил называют это требованием «свободы от бедности». Таким образом, нормальное распределение доходов должно отражать оба фундаментальных моральных принципа. С одной стороны, отдельные лица должны нести ответственность за решения, находящиеся под их контролем. С другой стороны, должно быть ограничение снизу для критических последствий выбора. Таким образом, общий показатель неприемлемого распределения доходов, который можно было бы назвать несправедливым неравенством, должен сочетать «равенство возможностей» и «свободу от бедности». Конечно, принудительное перераспределение имеет негативное влияние на стимулы. Однако можно установить рамки, в которых идеал эгалитаризма может быть согласован с ограничениями стимулов согласно нобелевскому лауреату Джеймсу Миррлису.
Хуфе, Канбур и Пейчил сделали оценку компонентов неравенства для 31 европейской страны. В среднем 17,6 % общего неравенства, оцененного с помощью среднего логарифмического отклонения (MLD), несправедливо — то есть объясняется нарушениями равенства возможностей и свободы от бедности. Несправедливое неравенство наиболее распространено в Литве, Италии и Румынии — 27,9 %, 31,6 % и 29 % от общего неравенства, соответственно. Доходы наиболее справедливо распределяются в Нидерландах, Финляндии и Норвегии — несправедливое неравенство составляет 7 %, 9,3 % и 12,5 % от общего, соответственно. Результаты определяются равенством возможностей и свободой от бедности примерно в равных пропорциях.

## История изменения экономического неравенства

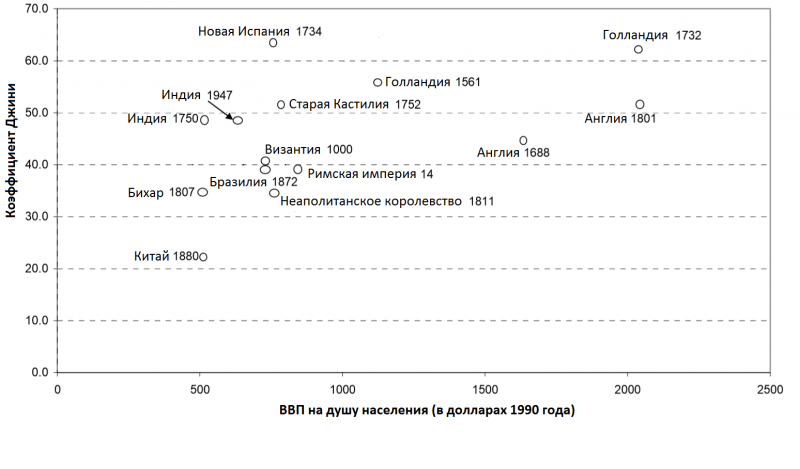
Коэффициент Джини в разных государствах и эпохи

### До 20 века
Появление неравенства можно наблюдать на ранних стадиях развития человечества. Неравномерное распределение также находится в примитивных обществах, где существует какой-либо избыток ресурсов.
По оценкам Уолтера Шейдела и Стивена Дж. Фризена уровень неравенства доходов в Римской Империи в период её расцвета составлял порядка 0,42…0,44. Таким образом, неравенство доходов в рабовладельческой Римской Империи было немного меньше, чем в настоящее время в США (в США Джини был 0,45 в 2007 году согласно данным ЦРУ). В условиях низкой производительности труда разброс между доходами не может значительно подниматься, поскольку доля нижних слоев общества не может опуститься ниже величины, необходимой для элементарного жизнеобеспечения.

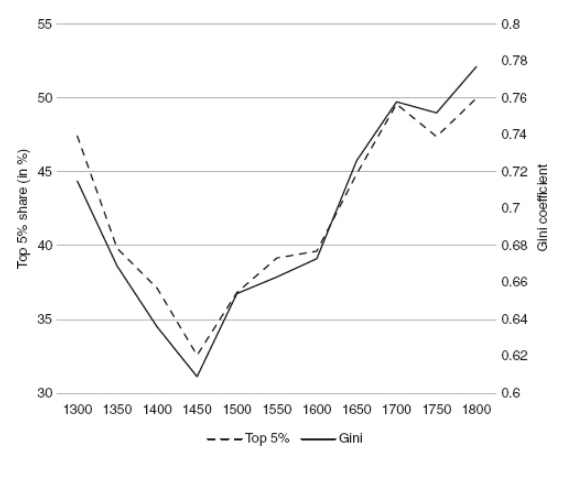
Изменение неравенства (доли имущества наиболее богатых 5 % и коэффициента Джини имущественного распределения) в Пьемонте в период чумы и после

С развитием человечества возрастала производительность труда, а с ней опускалась и минимальная доля в общих доходах, необходимая для жизнеобеспечения. В средние века уровень экономического неравенства сильно варьировался по странам и времени.
Неравенство не было постоянным. Экономисты-историки выделяют четыре основных фактора, приводивших к сокращению экономического неравенства: эпидемии, войны, революции и развал государств. Каждый из этих факторов имеет свои особенности.
Например, чума в XIV веке привела к значительному сокращению населения. В результате нехватки рабочей силы доходы бедных слоев возросли во много раз. Это привело к значительному падению неравенства. С возобновлением роста населения неравенство начинало расти.
Войны, революции и развал государства приводили к разрушению сложившейся иерархии, уничтожению элиты, разрыву сложившихся ранее экономических связей. В этих случаях сокращение неравенства сопровождалось, как правило, обеднением населения.

### Первая половина XX века
Первая половина XX века характеризуется значительным снижением уровня экономического неравенства в западных странах в результате двух мировых войн. Причиной снижения неравенства были как фактическое разрушение капитала из-за войн, так и внутренняя политика. Например в США наблюдалось так называемое великое сжатие.
В период войн возникла идея «воинской повинности для богатства» («conscription of wealth»). В результате резко возросла прогрессивность налогов. Средняя по 20 западным странам максимальная ставка на доходы превысила 60 %.
В этот же период социалистические, коммунистические партии и профсоюзы набирают максимальную силу и оказывают значительное влияние на политику.

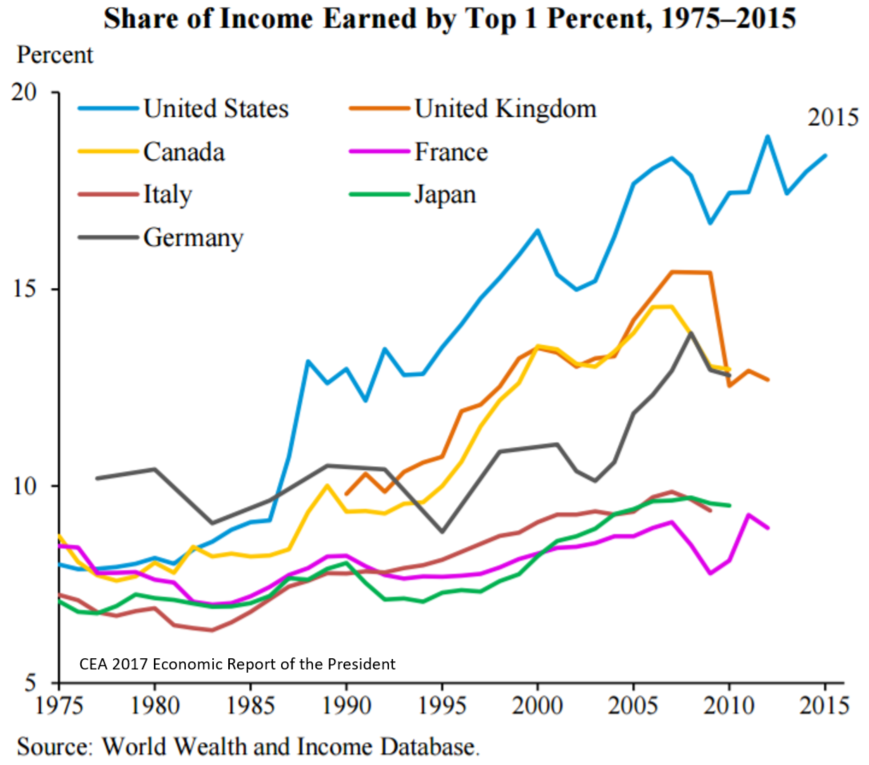
Доля наиболее богатого 1 % населения в общих доходах по странам

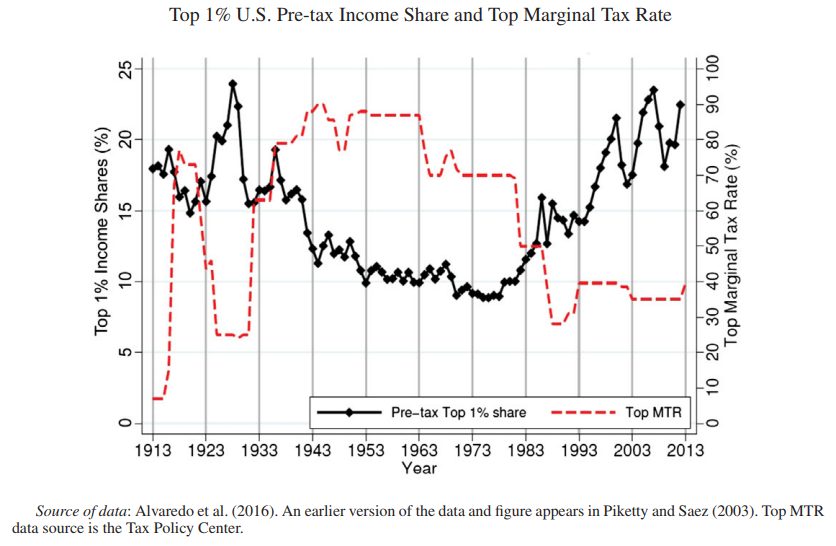
Изменение доли самых богатых 1 % в общих доходах (Top 1 % income share) и верхней ставки налога на доход (MTR — Top Marginal Tax Rate) в США

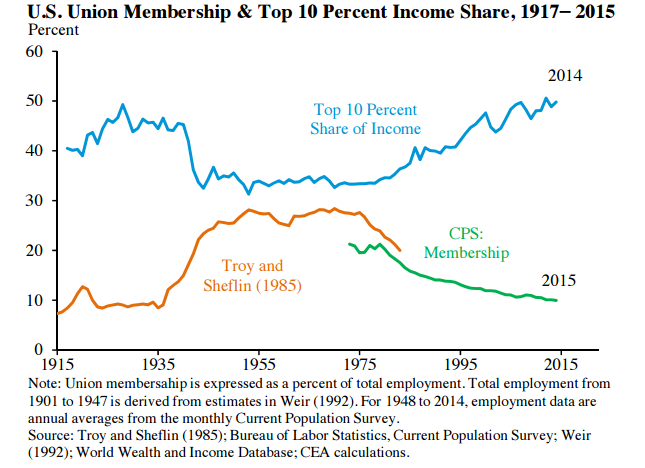
Доля самых богатых 10 % населения в общих доходах (голубая линия) и доля работников, состоящих в профсоюзах (оранжевая и зелёная линии) в США

### Конец XX — начало XXI века
С 80-х годов 20 века в мире происходят одновременно два процесса: рост экономического неравенства внутри большинства стран по всему миру (с 1980 по 2016 год прирост дохода 1 % самых богатых в мире лиц составил 27 %, а 50 % самых бедных лишь 13 % от общей величины прироста дохода во всем мире)) и снижение глобального неравенства доходов (доходы беднейших 50 % мирового населения значительно выросли вследствие высоких темпов экономического роста в Китае и Индии) за счет сокращения экономического разрыва между бедными и богатыми странами.
Неравенство богатств растет по всему миру. Согласно докладу международной гуманитарной организации «Оксфам» в 2010 году цена имущества, которой владела беднейшая половина человечества, была равна сумме активов, которой обладали 388 самых богатых людей, в январе 2014 — уже 85. По данным Oxfam, в начале 2016 года состояние (активы) 62 богатейших жителей планеты сравнялось с таковым у бедной половины населения (более 3,6 млрд человек). С 2010 по 2016 годах у первых оно выросло на 44 % (на 1,76 трлн долларов США), а у вторых сократилось на 41 % (более чем на трлн).
C 1980 по 2016 год имущественная доля 1 % самых богатых людей в Европе, США и Китае выросла с 28 до 33 %, тогда как доля, приходящаяся на нижние 75 %, колебалась около 10 % на протяжении всего периода.
Степень экономического неравенства среди населения различных регионов неодинакова: в 2016 г. доля 10 % самых богатых в национальном доходе в Европе составляет 37 %, в странах Ближнего Востока 61 %.

## Причины роста неравенства в конце 20 — начале 21 века
- Снижение прогрессивности налогов.
- Ослабление профсоюзов.[22]
- Снижение конкуренции и монополизация.[22] Бывший главный экономист при президенте США Джеймс Фурман указывает на то, что рост неравенства в США сопровождается ростом ренто-ориентированной части экономики.[23] Экономист Питер Орзаг отмечает, что рост неравенства доходов в большей степени связан с ростом неравенства доходов между компаниями, чем неравномерным распределением доходов внутри компаний.[24]
- По мнению экспертов международной гуманитарной организации «Оксфам», основной причиной роста экономического неравенства в мире, начиная с 2010 года, является уклонение состоятельных людей от уплаты налогов, путем вывода средств в офшоры[25].
- Глобализация. Либерализация торговли может привести к смещению экономического неравенства с глобальных масштабов на внутренние. Когда богатые страны торгуют с бедными странами, низкоквалифицированные работники в богатых странах могут видеть снижение заработной платы в результате конкуренции, в то время как низкоквалифицированные работники в бедных странах могут видеть увеличение заработной платы.
- Неэффективная система образования. В условиях значительных технологических изменений в экономике, когда спрос на квалифицированную рабочую силу опережает возможности системы образования, уровень зарплат квалифицированной рабочей силы сильнее растет по сравнению с другими специальностями.
- Ассортативность — явление, при котором образование супружеских пар происходит между людьми, имеющими схожий статус в обществе. Например, врачи женятся на врачах, а не на медсестрах. Согласно исследованию ОЭСР в 40 % пар оба партнера принадлежат к одному и тому же или соседнему децилю доходов по сравнению с 33 % примерно 20 лет назад[26].
- Важную роль могут сыграть изменения в структуре домохозяйств. Количество домохозяйств с одним взрослым в странах ОЭСР выросло с в среднем 15 % в конце 1980-х годов до 20 % в середине 2000-х годов.
- Рост неравенства является самоподдерживающим процессом. Основным механизмом передачи благосостояния из поколения в поколение является среда.[22] Богатство порождает богатство, a дети, воспитываемые в бедности, наследуют бедность.[27]
- Слабые законы о корпоративном управлении, позволяющие руководству компаний устанавливать себе неограниченно высокие зарплаты.[22]

## Последствия экономического неравенства

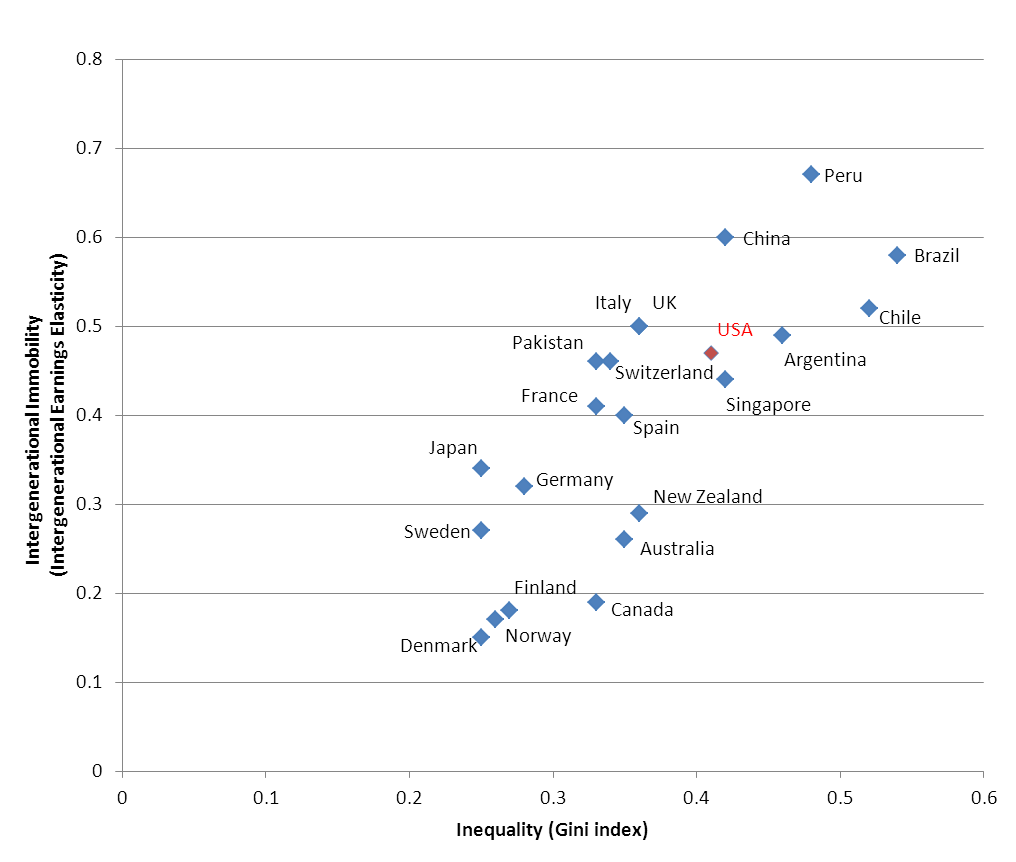
Кривая Великого Гэтсби. Связь между неравенством (Inequality) и межпоколенческой статичностью (Intergenerational Immobility)

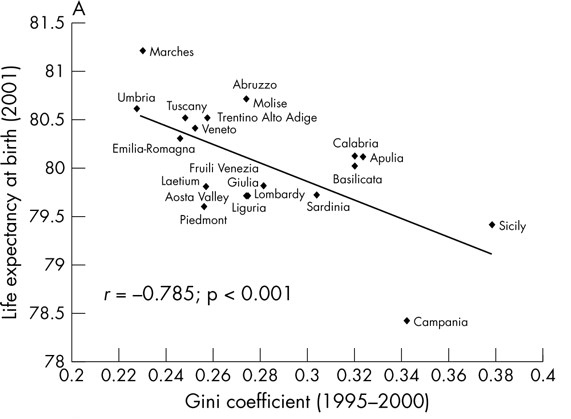
Ожидаемая продолжительность жизни (Life expectancy) и коэффициент Джини (Gini coefficient) в различных регионах Италии

### Негативные последствия экономического неравенства
- Низкая социальная мобильность. Анализ по странам показывает, что с увеличением экономического неравенства снижается социальная мобильность — кривая Великого Гэтсби[29]. Экономист Радж Четти[англ.] нашёл такое же влияние неравенства на межпоколенческую социальную мобильность при анализе влияния среды на детей внутри США[30]. В своём докладе «Потерянные Эйнштейны»[31] Радж Четти указывает, что снижение социальной мобильности является негативным фактором для роста экономики и инноваций.
- Негативное влияние на развитие детей. Согласно ряду исследований неврологов бедность и высокое экономическое неравенство негативно сказывается на развитии мозга ребёнка[32].
- Преступность. Статистика показывает положительную связь между экономическим неравенством и уровнем преступности. Морган Келли, анализируя данные из США, обнаружил, что неравенство не имеет эффекта на имущественные преступления, но прослеживается четкая связь с преступлениями, связанными с насилием.[33]
- Ниже продолжительность жизни. Статистика показывает снижение ожидаемой продолжительностью жизни с увеличением экономического неравенства. Данная зависимость наблюдается как между странами, так и внутри стран[28].
- Чрезмерные сбережения. В то время как люди с низкими доходами большую часть доходов используют для потребления, богатые люди 75-85 % доходов сберегают[34]. Глобальный переизбыток сбережений привел к снижению ставок[35]. В результате возможности центральных банков ограничены при падении ставок до нуля во время кризиса.
- Способствует финансовой нестабильности. Растущее неравенство приводит к чрезмерному потреблению. Увеличившийся разрыв в доходах заставляет «отстающих» влезать в непомерные долги. Роберт Франк из Корнеллийского университета утверждает, что рост доходов элиты ведет к так называемому каскаду потребления, который заканчивается ростом долга: «Богатые тратили больше просто потому, что у них много лишних денег. Их расходы сдвигают систему координат, формирующую потребности тех, кто находится на ступень ниже и вращается в „перекрывающихся“ социальных слоях. Эта вторая группа тоже увеличивает расходы, что сдвигает точку отсчета тех, кто стоит ещё на ступень ниже, — и так далее, вниз по лестнице доходов. Данный каскад значительно затрудняет семьям из среднего класса достижение поставленных финансовых целей.»[36] Такие же выводы содержатся в работе Элизабет Уоррен и Амелии Тиаги. В их книге «Ловушка двойного дохода»[37] отслеживается нарастающая волна банкротств физических лиц, которые начались задолго до общего финансового кризиса. Авторы показали, что существенным фактором в этих банкротствах было растущее неравенство государственного образования, что, в свою очередь, стало отражением неравенства доходов: семьи из среднего класса старались покупать дома в районах, где имелись хорошие школы, для чего приходилось брать ссуды, которые делали их уязвимыми в случае болезни или потери работы.
- Усиливает экономический кризис. Как показывают экономические модели, совокупный спад потребления значительно больше, когда беднейшие 40 % населения близко к нулю по имуществу, чем в случае с более равномерным распределением. Причина, почему совокупное снижение расходов является гораздо большим в экономике с большим количеством потребителей с малым имуществом, не вызвана тем, что домохозяйства с невысоким уровнем благосостояния являются «нищими» потребителями, которые сокращают свои расходы один-к-одному с тем, как падают их доходы. Это объясняется тем, что потребители с низким уровнем благосостояния имеют меньшую возможность застраховать себя от специфических рисков, таким образом, когда рецессия бьет и увеличивается риск безработицы, они резко снижают свой уровень расходов, даже если их доходы пока не упали. Это наблюдается из данных PSID. Было обнаружено, что в течение Великой рецессии, домохозяйства в нижнем квинтиле распределения богатства сократили свой уровень расходов примерно на 4 пункта, в то время как те, кто в верхнем квинтиле, сократили свой уровень расходов на 2 пункта[38].
- Снижение экономического роста. Неравенство возможностей, которое является частью общего экономического неравенства, негативно влияет на экономический рост[39]. В исследовании 2011 года МВФ пришел к следующему выводу: «Мы обнаружили, что долгие разговоры относительно роста в значительной степени сопровождаются большей степенью равенства в распределении доходов… В долгосрочных масштабах снижающиеся показатели неравенства и устойчивый рост зачастую становятся двумя сторонами одной монеты»[40].
- Политическая нестабильность.
- Деградация окружающей среды. Рост экономического неравенства обостряет экологические проблемы. В странах с более высоким уровнем неравенства в доходах наблюдается тенденция к более высокому уровню загрязнения воздуха и воды, выше доля животных и растений, которым угрожает исчезновение.[41]

### Доводы в защиту экономического неравенства
- Неравенство стимулирует конкуренцию среди людей

## Способы снижения неравенства

### Политика, направленная на ограничение сверхвысоких доходов
- Увеличение прогрессивности налога на доход.[22][42] Экономисты Эммануэль Саез и Тома Пикетти рекомендуют вернуться к высоким максимальным налоговым ставкам для богатых, к 50 %, или 70 %, или даже 90 %, как это было в первой половине XX века[43].
- Деофшоризация

### Устранение несовершенств в экономике
- Ограничение или значительное налогообложение рентоориентированной деятельности[44]
- Ликвидация правовых барьеров для конкуренции.[23]

### Политика, направленная на увеличение доходов бедных слоев общества
- Увеличение минимального размера оплаты труда[45]
- Снижение косвенных налогов. Уже в XIX веке Джон Стюарт Милль отмечал, что косвенные налоги (налоги на товары и услуги, акцизы, пошлины) особенно падают на бедных и средний класс.
- Система общедоступного образования и переквалификации, направленная на подготовку высокооплачиваемых и востребованных рынком специалистов.[46]

### Деконцентрация капитала
- Предоставлять налоговые льготы малым инвесторам для стимулирования владения акциями в малом бизнесе. Можно предусмотреть государственное страхование, при котором акции до определённой суммы имели бы гарантированную очень скромную реальную доходность (скажем, 1 % в год) даже в случае падения фондового рынка[47].
- Рабочих следует поощрять с помощью существующих механизмов, таких как ESOP (employee stock ownership plan), которые стимулируют работников владеть акциями компаний, в которых они работают. Очевидно, что в случае ухода они могли бы продать свои акции, но опыт владения акциями (приобретёнными, возможно, по льготным ставкам), может побуждать их продолжать инвестировать в дальнейшем. Иными словами, рабочий класс и мелкие инвесторы должны пользоваться теми же налоговыми и другими преимуществами, которые сегодня предоставляются только богатым[47].
- Использование грантов с капитала, финансируемых за счет налогов на наследство расширит базу собственности[48].

### Реформа финансирования избирательных кампаний
Необходима с целью устранения влияния денег на политику. Также необходимо запретить бывшим служащим частных предприятий поступать на госслужбу.

## Экономическое неравенство в России

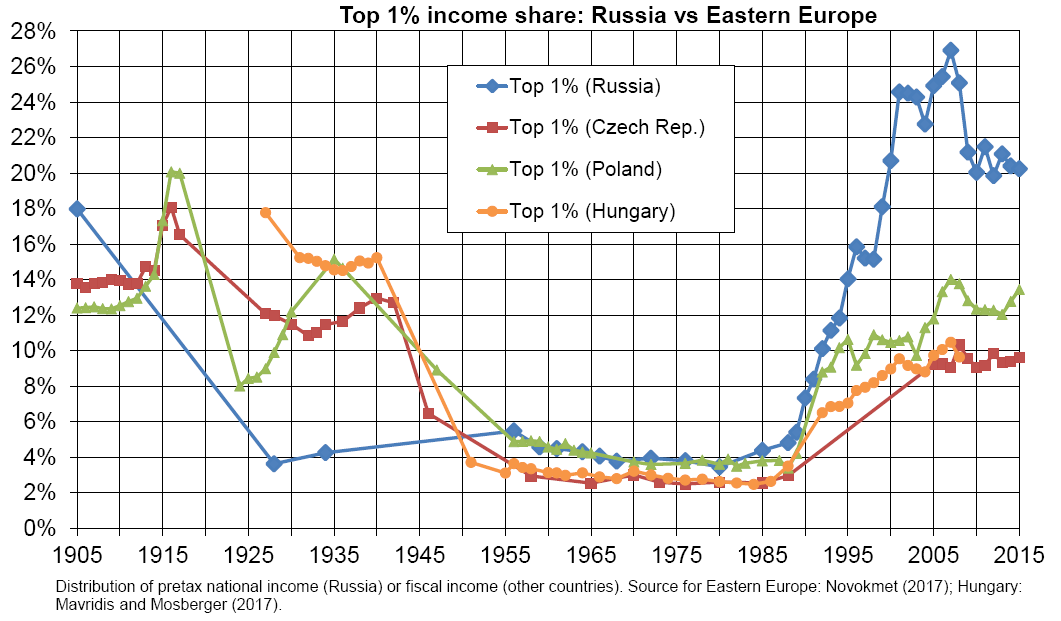
Изменение доли наиболее богатых 1 % в общих доходах в России и других бывших коммунистических странах

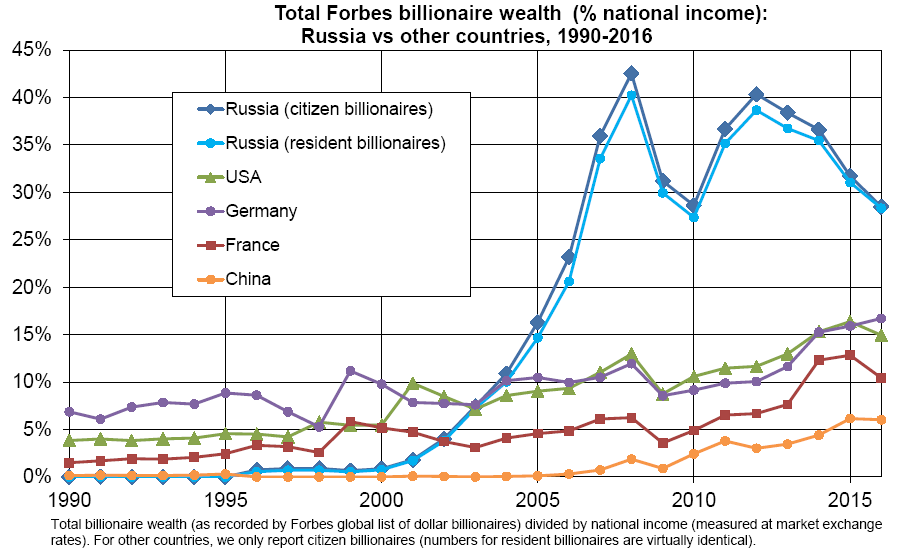
Общее имущество миллиардеров из Форбс в % от национального дохода для разных стран

В последние годы СССР коэффициент Джини был 0.29 в 1980 году и 0.275 в 1989 году.
После развала СССР расслоение в обществе значительно выросло. В последние годы правления Ельцина коэффициент Джини составлял порядка 0,395 согласно старым оценкам Росстата. Максимального значения коэффициент Джини достиг после 2008 года — 0,421.
Расслоение в России происходило намного сильнее, чем в других бывших коммунистических странах. Как Пикетти указывает в статье об исследовании неравенства в России, «чтобы обеспечить полный анализ разрыва между неравенством в России и другими бывшими коммунистическими странами, кажется вполне естественным сослаться на различные пост-коммунистические стратегии для переходного периода, которые были проведены в разных странах, и в частности на очень быструю „шоковую терапию“ и ваучерную стратегию приватизации, которые проводились в России. Правдоподобной интерпретацией доступных данных является то, что ваучерная приватизация прошла так быстро, и в таком хаотичном денежном и политическом контексте, что небольшая группа лиц смогла выкупить большое количество ваучеров по относительно низким ценам, а также в некоторых случаях получить крайне выгодные сделки с государственными органами (например, через известные соглашения по кредитам для акций). Вместе с бегством капитала и ростом оффшорного имущества, этот процесс, возможно, привел к гораздо более высокому уровню концентрации имущества и доходов в России, чем в других бывших коммунистических странах.»
Согласно данным Форбс, с 1996 года в России происходил быстрый рост количества долларовых миллиардеров. Если в 1996 не было ни одного, то в 2005 их стало 27 человек, к 2010 их число возросло до 61, а в 2015 их стало 88. В 2016 году Каролина Фреунд и Сара Оливе, проанализировав данные Форбс, установили, что в России 10,8 % миллиардеров являются основателями компаний, 3,6 % — их руководителями, 21,6 % связаны с финансовым сектором. Россия является одной из стран, где наибольшее число миллиардеров связано с государством или ресурсами — 64 %. В 2014 году Россия оказалась одной из первых по индексу кронизма.
Согласно Пикетти, по «стандартными оценкам заграничные активы постепенно увеличивались в период между 1990 и 2015 года и составляют около 75 % от национального дохода к 2015 году, то есть примерно столько же, как зафиксированные финансовые активы российских домохозяйств….Некоторые российские физические лица (и/или некоторые российские корпорации, действующих от имени физических лиц, и/или некоторые российские должностные лица, действующих от имени физических лиц) каким-то образом смогли присвоить соответствующую часть профицита торгового баланса с целью накопить оффшорные активы, то есть иностранные активы, которые не отражены чисто в официальной финансовой статистике России.»
Несмотря на сильное расслоение, в России тема экономического неравенства серьёзно не исследуется в научной среде. Россия с запозданием идёт за тенденциями в мировой экономической науке. Первая конференция по вопросу неравенства Russian Economic Challenge, организованная Московским центром Карнеги, прошла 19 и 20 сентября 2018 года в подмосковном Сколково. Позже в этом же году 15 ноября в Сахаровском центре были организованы дебаты на тему «Надо ли бороться с неравенством?» между экономистом Ростиславом Капелюшниковым и социологом Григорием Юдиным. Оба мероприятия показали, что исследования в России по теме неравенства остаются на низком уровне.

## Примечание
1. ↑  Measuring inequality. A three-headed hydra (англ.) // The Economist. — 2014. — 1 июля. Архивировано 20 августа 2018 года.
2. 1 2  Piketty, Thomas, 1971-. Capital in the twenty-first century. — Cambridge Massachusetts. — viii, 685 pages с. — ISBN 9780674430006, 067443000X, 9780674369542, 0674369548.
3. 1 2 3  Сорокин П. А. Человек. Цивилизация Общество.. — Социальная и культурная мобильность.. — Москва, 1992. — С. 315—322..
4. ↑  Branko Milanovic. Introducing Kuznets waves: How income inequality waxes and wanes over the very long run (англ.) // VOXEU. — 2016. — 2 февраля. Архивировано 17 ноября 2018 года.
5. ↑  Roemer, John E. Equality of opportunity. — Cambridge, Mass.: Harvard University Press, 1998. — 1 online resource (120 pages) с. — ISBN 9780674042872, 0674042875, 0674004221, 9780674004221, 9780674259911, 0674259912. Архивировано 23 мая 2022 года.
6. ↑  Rawls, John, 1921-2002,. A theory of justice. — Revised edition. — Cambridge, Massachusetts. — xxii, 538 pages с. — ISBN 0674000773, 9780674000773, 0674000781, 9780674000780, 0198250541, 9780198250548, 019825055X, 9780198250555.
7. ↑  Dworkin R. What is equality? Part 1: Equality of welfare, (англ.) // Philosophy and Public Affairs. — 1981.
8. ↑  R Dworkin. What is equality? Part 2: Equality of welfare (англ.) // Philosophy and Public Affairs. — 1981.
9. 1 2  Paul Hufe, Ravi Kanbur, Andreas Peichl. Measuring unfair inequality (англ.) // VOXEU. — 2018. — 2 сентября. Архивировано 18 декабря 2018 года.
10. ↑  J. A. Mirrlees. An Exploration in the Theory of Optimum Income Taxation (англ.) // The Review of Economic Studies. — 1971. — Апрель (т. 38, № 2). — С. 175—208. Архивировано 18 декабря 2018 года.
11. ↑  Branko Milanovic, Peter H. Lindert, Jeffrey G. Williamson. MEASURING ANCIENT INEQUALITY (англ.) // NATIONAL BUREAU OF ECONOMIC RESEARCH. — 2007. — Октябрь. Архивировано 2 июня 2018 года.
12. 1 2 3  Scheidel, Walter, 1966-. The great leveler : violence and the history of inequality from the Stone Age to the twenty-first century. — Princeton, New Jersey. — xvii, 504 pages с. — ISBN 9780691165028, 0691165025, 9780691183251, 0691183252.
13. ↑  Walter Scheidel, Steven J. Friesen. The size of the economy and the distribution of income in the Roman Empire (англ.) // Stanford University and University of Texas. — 2009. — Январь. — С. 34. Архивировано 13 ноября 2018 года.
14. ↑  Scheve, Kenneth F.,. Taxing the rich : a history of fiscal fairness in the United States and Europe. — Princeton. — 1 online resource (xv, 266 pages) с. — ISBN 1400880378, 9781400880379.
15. ↑  Economic Report of the President // U.S. Council of Economic Advisers. — 2017.
16. ↑  EMMANUEL SAEZ. Income and Wealth Inequality: Evidence and Policy Implications (англ.) // Contemporary economic policy. — 2017. — 1 января. Архивировано 28 марта 2019 года.
17. ↑  Nick Timiraos. Five Trends That Will Shape the Future of the U.S. Economy (англ.) // The Wall Street Journal. — 2016. — 1 февраля. Архивировано 18 ноября 2018 года.
18. 1 2 3 4  Facundo Alvaredo, Lucas Chancel, Thomas Piketty, Emmanuel Saez, Gabriel Zucman World Inequality Lab Доклад о неравенстве в мире 2018 Архивная копия от 2 февраля 2019 на Wayback Machine
19. ↑  An Economy for the 1%. Дата обращения: 10 ноября 2018. Архивировано 11 ноября 2018 года.
20. ↑  Состояние половины населения Земли сравнялось с накоплениями 62-х богачей. lenta.ru. 18 января 2016. Архивировано 25 ноября 2020. Дата обращения: 10 ноября 2018.
21. ↑  Состояние 85 человек сравнялось с богатством беднейшей половины мира. lenta.ru. 20 января 2014. Архивировано 27 февраля 2022. Дата обращения: 10 ноября 2018.
22. 1 2 3 4 5 6 7  Джозеф Стиглиц. Нечестная экономика // В мире науки. — 2019. — № 1—2. — С. 84—91.
23. 1 2  Jason Furman. Productivity, Inequality, and Economic Rents (англ.) // The Regulatory Review. — 2016. — 1 июня. Архивировано 14 ноября 2018 года.
24. ↑  Peter R. Orszag. People Aren't Unequal; Companies Are (англ.) // Bloomberg. — 2015. — 1 октября. Архивировано 18 ноября 2018 года.
25. ↑  Елизавета Фохт (18 января 2016). Половина человечества обеднела на $1 трлн за последние пять лет. РБК. Архивировано 11 ноября 2018. Дата обращения: 10 ноября 2018.
26. ↑  Divided we stand : why inequality keeps rising.. — Paris: OECD, 2011. — 386 pages с. — ISBN 9789264111639, 9264111638.
27. ↑  Sandra E. Black, Paul J. Devereux, Petter Lundborg, Kaveh Majlesi. Poor Little Rich Kids? The Determinants of the Intergenerational Transmission of Wealth (англ.) // IZA. — 2015. — Июль. Архивировано 28 апреля 2019 года.
28. 1 2  Roberto De Vogli, Ritesh Mistry, Roberto Gnesotto, Giovanni Andrea Cornia. Has the relation between income inequality and life expectancy disappeared? Evidence from Italy and top industrialised countries (англ.) // Journal of Epidemiology and Commumity Health. — 2005. — 1 июня. Архивировано 12 ноября 2018 года.
29. ↑  Paul Krugman. The Great Gatsby Curve (англ.) // The New York Times. — 2012. — 1 января. Архивировано 7 ноября 2017 года.
30. ↑  Raj Chetty, Nathaniel Hendren, Patrick Kline, Emmanuel Saez. Where is the Land of Opportunity? The Geography of Intergenerational Mobility in the United States (англ.) // NBER. — 2014. — Январь. Архивировано 4 октября 2018 года.
31. ↑  Raj Chetty. Lost Einsteins (англ.) // Brookings. Архивировано 18 ноября 2018 года.
32. ↑  Kimberly G. Noble. What Inequality Does to the Brain (англ.) // scientific american. — 2017. — 1 марта. Архивировано 11 ноября 2018 года.
33. ↑  Morgan Kelly. Inequality And Crime // Review of Economics and Statistics. — 2000. — Февраль. Архивировано 12 ноября 2018 года.
34. ↑  Karen E. Dynan, Jonathan Skinner, Stephen P. Zeldes. Do the Rich Save More? (англ.) // Journal of Political Economy. — 2004. — Т. 112, № 2. — С. 397—444. Архивировано 1 марта 2019 года.
35. ↑  Ben S. Bernanke. Why are interest rates so low, part 3: The Global Savings Glut (англ.) // Brookings. — 2015. — 1 апреля. Архивировано 12 ноября 2018 года.
36. ↑  Кругман Пол. Выход из кризиса есть!. — Moskva. — 318 pages с. — ISBN 9785389044463, 5389044460.
37. ↑  Warren, Elizabeth. The two-income trap : why middle-class mothers and fathers are going broke. — New York: Basic Books, 2003. — vii, 255 pages с. — ISBN 0465090826, 9780465090822, 0465090907, 9780465090907, 9780585482002, 0585482004.
38. ↑  Kurt Mitman, Dirk Krueger, Fabrizio Perri. Macroeconomics and household heterogeneity (англ.) // CEPR. — 2016. Архивировано 11 ноября 2018 года.
39. ↑  Marrero Gustavo Alberto, Rodriguez Juan Gabriel, Van Der Weide Roy. Unequal opportunity, unequal growth (англ.) // The World Bank. — 2016. — 11 октября. Архивировано 11 ноября 2018 года.
40. ↑  Andrew G. Berg, Jonathan D. Ostry. Inequality and Unsustainable Growth: Two Sides of the Same Coin? (англ.) // IMF. — 2011. — 1 апреля. Архивировано 21 мая 2019 года.
41. ↑  Джеймс Бойс. Экологическая цена неравенства // В мире науки. — 2019. — № 1/2. — С. 106—113.
42. ↑  Clark, J. R.; Lawson, Robert A. The Impact of Economic Growth, Tax Policy and Economic Freedom on Income Inequality (англ.) // The Journal of Private Enterprise.. — 2008. Архивировано 19 октября 2017 года.
43. ↑  ANNIE LOWREY. For Two Economists, the Buffett Rule Is Just a Start (англ.) // The New York Times. — 2012. — 1 апреля. Архивировано 16 августа 2021 года.
44. ↑  Mike Konczal. How an anti-rentier agenda might bring liberals, conservatives together (англ.) // The Washington Post. — 2013. — 2 марта. Архивировано 5 февраля 2019 года.
45. ↑  Minimum wages. The logical floor (англ.) // The Economist. — 2013. — 1 декабря. Архивировано 29 декабря 2018 года.
46. ↑  Katarina R. I. Keller. How Can Education Policy Improve Income Distribution?: An Empirical Analysis of Education Stages and Measures on Income Inequality (англ.) // The Journal of Developing Areas. — 2009-07-11. — Vol. 43, iss. 2. — P. 51–77. — ISSN 1548-2278. — doi:10.1353/jda.0.0052. Архивировано 15 ноября 2018 года.
47. 1 2  Branko Milanovic. Rising capital share and transmission into higher interpersonal inequality (англ.) // voxeu. — 2017. — 16 мая. Архивировано 15 ноября 2018 года.
48. ↑  Atkinson, A. B. (Anthony Barnes), 1944-2017. Inequality : what can be done?. — Cambridge, Massachusetts. — xi, 384 pages с. — ISBN 9780674504769, 0674504763.
49. 1 2 3 4  Filip Novokmet, Thomas Piketty, Gabriel Zucman. From Soviets to Oligarchs: Inequality and Property in Russia, 1905-2016 (англ.) // NBER. — 2017. — Август. Архивировано 27 сентября 2018 года.
50. ↑  Alexeev, Michael V. Income Distribution in the USSR in the 1980s (англ.) // Review of Income and Wealth. Indiana University.. — 2017. — 1 апреля. Архивировано 28 ноября 2018 года.
51. ↑  РОССТАТ. Коэффициент Джини (индекс концентрации доходов), коэффициент. Дата обращения: 18 ноября 2018. Архивировано 28 ноября 2018 года.
52. ↑  Caroline Freund and Sarah Oliver. The Origins of the Superrich: The Billionaire Characteristics Database (англ.) // Peterson Institute for International Economics. — 2016. — Февраль. Архивировано 28 января 2019 года.
53. ↑  The Economist. Our crony-capitalism index: Planet Plutocrat (20 марта 2014). Дата обращения: 18 ноября 2018. Архивировано 9 марта 2022 года.
54. ↑  Первая конференция по неравенству в Москве (рус.) // Зеркало. Неравенство имеет значение. — 2018. — 22 Октябрь. Архивировано 21 ноября 2018 года.
55. ↑  Как прошли дебаты о неравенстве (рус.) // Зеркало. Неравенство имеет значение. — 2018. — 20 Ноябрь. Архивировано 21 ноября 2018 года.